# Indiana Fever 2017
La stagione 2017 delle Indiana Fever fu la 18ª nella WNBA per la franchigia.
Le Indiana Fever arrivarono seste nella Eastern Conference con un record di 9-25, non qualificandosi per i play-off.

## Roster
| N° | Naz.                   | Ruolo | Sportivo         | Anno | Alt. | Peso |
| -- | ---------------------- | ----- | ---------------- | ---- | ---- | ---- |
| 1  | Porto Rico (bandiera)  | G     | Jazmon Gwathmey  | 1993 | 188  | 65   |
| 2  | Stati Uniti (bandiera) | A     | Erlana Larkins   | 1986 | 185  | 93   |
| 3  | Stati Uniti (bandiera) | G     | Tiffany Mitchell | 1984 | 175  | 69   |
| 4  | Stati Uniti (bandiera) | A     | Candice Dupree   | 1984 | 188  | 81   |
| 5  | Stati Uniti (bandiera) | C     | Jennifer Hamson  | 1992 | 201  | 95   |
| 7  | Stati Uniti (bandiera) | G     | Jennie Simms     | 1994 | 183  | 75   |
| 11 | Canada (bandiera)      | A     | Natalie Achonwa  | 1992 | 193  | 83   |
| 17 | Stati Uniti (bandiera) | G     | Erica Wheeler    | 1991 | 170  | 65   |
| 20 | Stati Uniti (bandiera) | G     | Briann January   | 1987 | 173  | 73   |
| 22 | Stati Uniti (bandiera) | A     | Erica McCall     | 1995 | 188  | 83   |
| 25 | Stati Uniti (bandiera) | GA    | Marissa Coleman  | 1987 | 185  | 73   |
| 31 | Brasile (bandiera)     | C     | Nádia            | 1989 | 193  | 89   |
| 32 | Stati Uniti (bandiera) | G     | Jeanette Pohlen  | 1989 | 183  | 78   |
| 42 | Stati Uniti (bandiera) | G     | Shenise Johnson  | 1990 | 180  | 78   |

## Staff tecnico
- Allenatore: Pokey Chatman
- Vice-allenatori: Steven Key, Jessica Miller
- Vice-allenatore per lo sviluppo dei giocatori: Tully Bevilaqua
- Preparatore atletico: Todd Champlin
- Preparatore fisico: David Williams